# Asociologism
Asociologism avser en avfärdande inställning till sociologi och sociologisk forskning eller ett konsekvent negligerande av sociologins förklaringsmodeller.
Asociologism kan även innebära att någon helt saknar förmågan att förstå ett fenomen i dess sociala kontext, och kan förekomma tillsammans med exempelvis historielöshet (ahistoricism) då någon saknar förmågan att förstå ett fenomen i såväl dess sociala som historiska kontext.